# Obiectivul de Dezvoltare Durabilă 4
Obiectivul de dezvoltare durabilă 4 (ODD 4 sau Obiectivul Global 4) - „Educație de calitate” este unul dintre cele 17 Obiective de Dezvoltare Durabilă adoptate de Națiunile Unite în 2015. Formularea oficială este: „Asigurarea unei educații de calitate, incluzivă și echitabilă și promovarea oportunităților de învățare pe tot parcursul vieții, pentru toți".
ODD 4 are 10 ținte și 11 indicatori pentru a măsura progresul către ținte. Cele șapte ținte de rezultat sunt:
- învățământ primar și învățământ secundar gratuite,
- acces egal la educație preșcolară de calitate,
- acces egal la învățământ profesional, vocațional și învățământ superior la prețuri accesibile,
- creșterea numărului de persoane cu abilități relevante pentru succesul financiar,
- eliminarea tuturor discriminărilor în educație,
- dobândirea de abilități de bază de scriere/citire (alfabetizare) și socotit de către toți,
- educație privind dezvoltarea durabilă și cetățenia globală.

Cele trei mijloace de implementare a țintelor sunt:
- construirea/modernizarea de școli incluzive și sigure,
- extinderea burselor pentru învățământul superior pentru țările în curs de dezvoltare,
- creșterea numărului de profesori calificați în țările în curs de dezvoltare.

ODD 4 urmărește să se asigure copiilor și tinerilor acces facil și de calitate la educație, plus alte oportunități de învățare. Unul dintre obiectivele sale este de a atinge un grad universal de alfabetizare și calcul simplu. O componentă majoră este dobândirea de cunoștințe și abilități valoroase în mediul educațional. Prin urmare, necesitatea urgentă de a construi mai multe facilități educaționale și, de asemenea, de a le moderniza pe cele existente pentru a oferi medii de învățare sigure, incluzive și eficiente pentru toți.
S-au înregistrat progrese majore în ceea ce privește accesul la educație, în special la nivel de școală primară, atât pentru băieți, cât și pentru fete. În ceea ce privește progresul înregistrat, participarea globală la învățământul terțiar a atins 224 de milioane în 2018, echivalentul unei rate brute de înscriere de 38%:236.

## Context

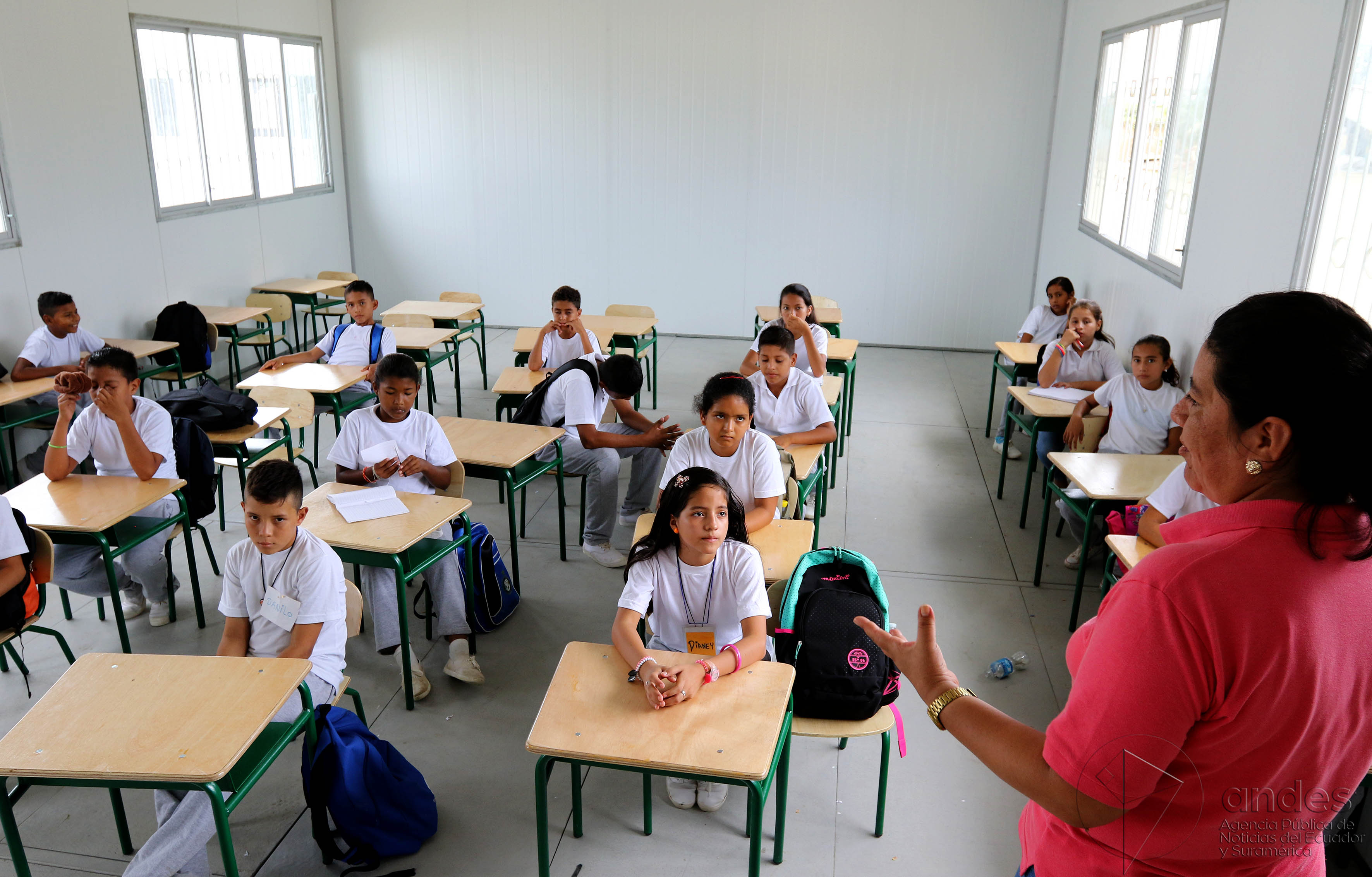
Elevi dintr-o zonă din Ecuador afectată de cutremur, într-o sală de clasă temporară

„Educație pentru toți” a fost un slogan popular și i s-a acordat atenție prin diferite cursuri internaționale de dezvoltare încă din 1990. A fost considerat esențial la elaborarea obiectivelor de dezvoltare durabilă (ODD) și a fost etichetat ODD 4. Educația este văzută ca o forță motrice pentru dezvoltarea durabilă, construirea unei națiuni și pace. Copiii și tinerii care dobândesc anumite abilități, cum ar fi cititul, scrisul sau număratul, au mai multe șanse să aibă un viitor mai bun decât colegii lor cărora le lipsesc aceste abilități.
Rolul educației în asigurarea dezvoltării durabile nu se limitează la regiunile în curs de dezvoltare, ci la întreaga lume în general. Scopul principal al Obiectivului de Dezvoltare Durabilă 4 (ODD 4) este de a oferi o educație incluzivă și de înaltă calitate, care va îmbunătăți nivelul de viață al elevului și viitorul comunității. 
S-au înregistrat progrese majore în promovarea accesului la educație, în special la nivel de școală primară, atât pentru băieți, cât și pentru fete. Țările din Africa Subsahariană au înregistrat o creștere a ratei de absolvire a învățământului primar de la 49% în 2000 la 60% în 2006. Cu toate acestea, accesul sporit nu se traduce întotdeauna prin îmbunătățirea calității educației sau finalizarea școlii primare. În timpul implementării celor 8 Obiective de Dezvoltare Mileniale (Millennium Development Goals [en]), creșterea numărului de școli nu s-a tradus în rezultate educaționale îmbunătățite.
Pe plan mondial, accesul limitat la internet a afectat negativ și capacitatea studenților de a se implica în oportunități de învățare.
Chiar și înainte de pandemie, progresul către o educație de calitate a fost deja mai lent decât era necesar, dar COVID-19 a avut un impact devastator asupra educației, afectând patru din cinci țări dintre cele 104 studiate. Fără măsuri suplimentare, doar una din șase țări va atinge obiectivul universal de absolvire a învățământului secundar până în 2030, se estimează că 84 de milioane de copii și tineri vor rămâne neșcoarizați, iar aproximativ 300 de milioane de elevi nu vor dobândi abilitățile de bază de citire/scriere și de calcule simple, necesare pentru succes in viață. Pentru a atinge obiectivele de referință naționale ale ODD 4, care sunt reduse în ambiție în comparație cu obiectivele inițiale, 79 de țări cu venituri mici și medii inferioare se confruntă în continuare cu un decalaj mediu anual de finanțare de 97 de miliarde de dolari.

## Ținte, indicatori și progres

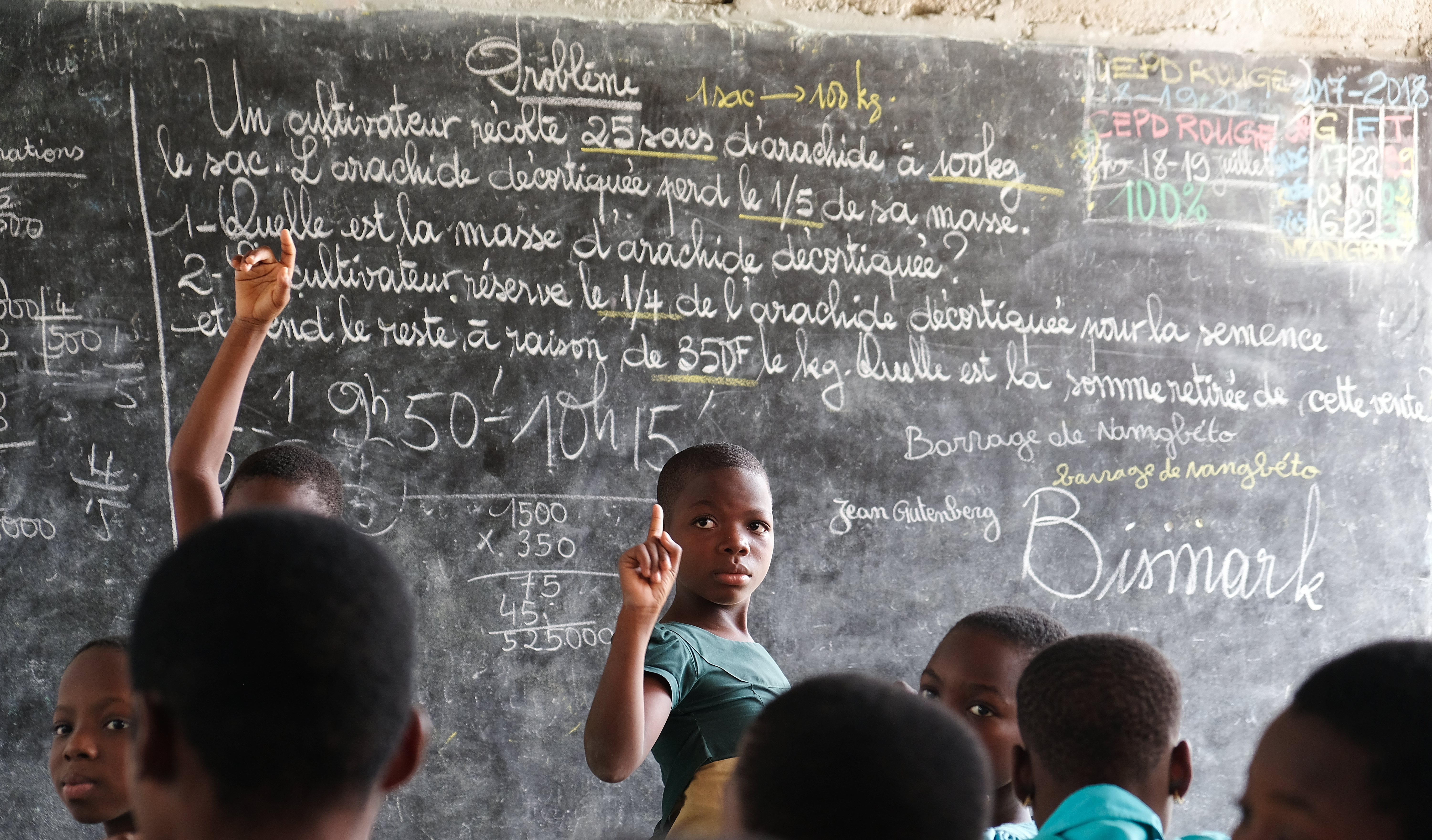
Școlari în timpul unei ore de curs în Togo

ONU a definit 10 ținte (dintre care 3 mijloace de aplicare efectivă) și 12 indicatori pentru ODD 4. Opt dintre ținte ar trebui să fie atinse până în 2030, în timp ce una urmează să fie atinsă până în 2020, iar restul nu au un termen limită. Fiecare dintre ținte are unul sau mai mulți indicatori pentru a măsura progresul. Țintele includ învățământ primar și învățământ secundar gratuite (4.1), acces egal la educație preșcolară de calitate (4.2), acces egal la învățământ profesional, vocațional și învățământ superior la prețuri accesibile (4.3), creșterea numărului de persoane cu abilități relevante pentru succesul financiar (4.4), eliminarea tuturor discriminărilor în educație (4.5), dobândirea de abilități de bază de scriere/citire (alfabetizare) și socotit de către toți (4.6), educație privind dezvoltarea durabilă și cetățenia globală (4.7), construirea și modernizarea de școli incluzive și sigure (4.a), extinderea burselor de studii superioare pentru țările în curs de dezvoltare (4.b) și creșterea numărului de profesori calificați în țările în curs de dezvoltare (4.c)

### Ținta 4.1: Învățământ primar și secundar gratuite

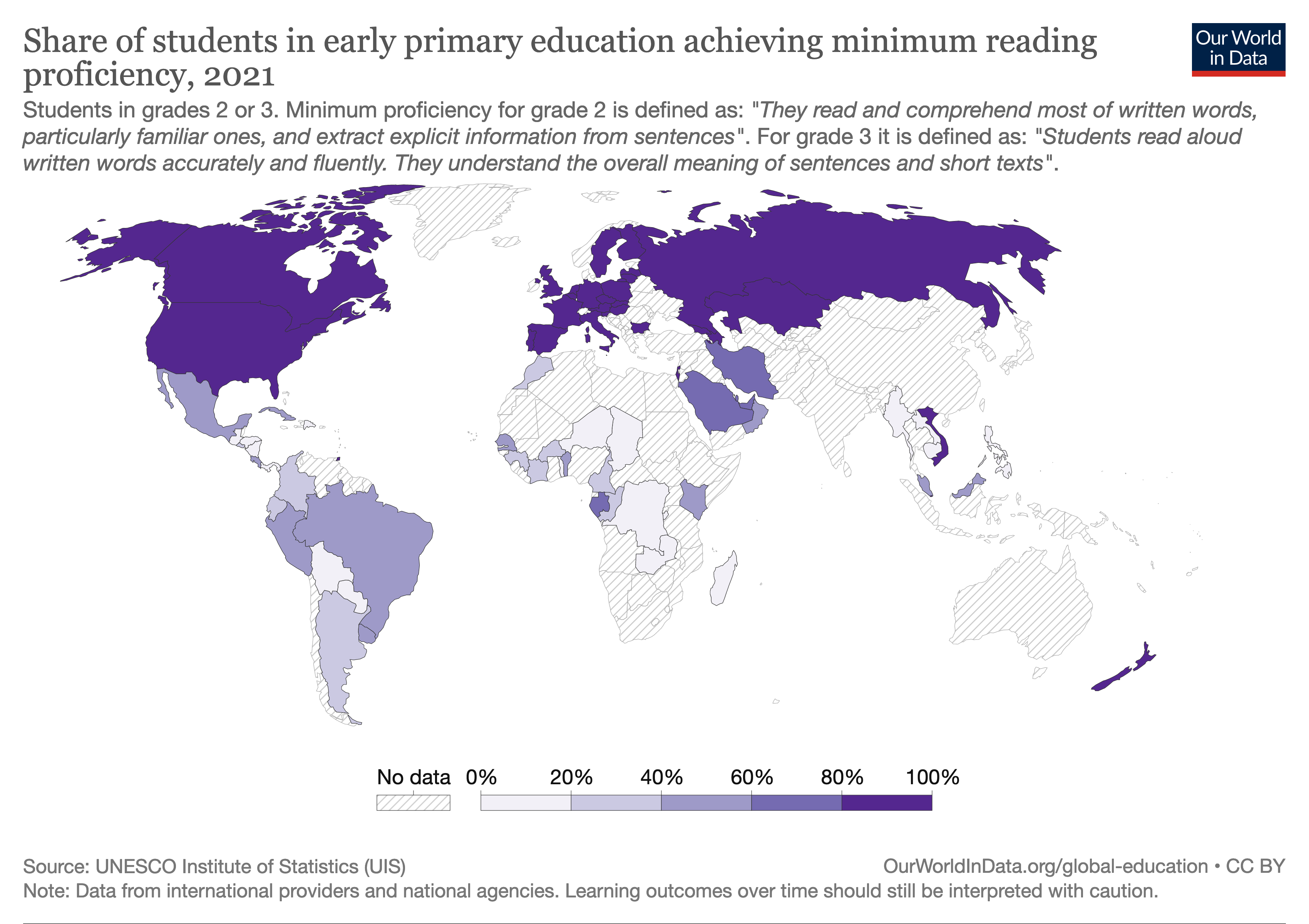
Harta lumii pentru indicatorul 4.1.1: Ponderea elevilor din învățământul primar timpuriu (clasele a 2-a sau a 3-a) care ating cel puțin un nivel minim de competență în citire/scriere

Textul integral al Țintei 4.1 este: „Până în 2030, toate fetele și toți băieții vor absolvi învățământul primar și secundar gratuit, echitabil și de calitate, care să conducă la un nivel de educație relevant și eficient”. În alegerea acestei misiuni, au fost luate în considerare diferite aspecte, declarația de misiune însăși stipulând că: „elevii vor fi finanțați din fonduri publice, implicați prin educație incluzivă, fără a se ține cont de diferențele dintre ei, resursele și mijloacele vor fi distribuite echitabil, educația trebuie să fie orientată spre un rezultat profund de învățare, indiferent de rasă, gen sau etnie”.
Are doi indicatori:

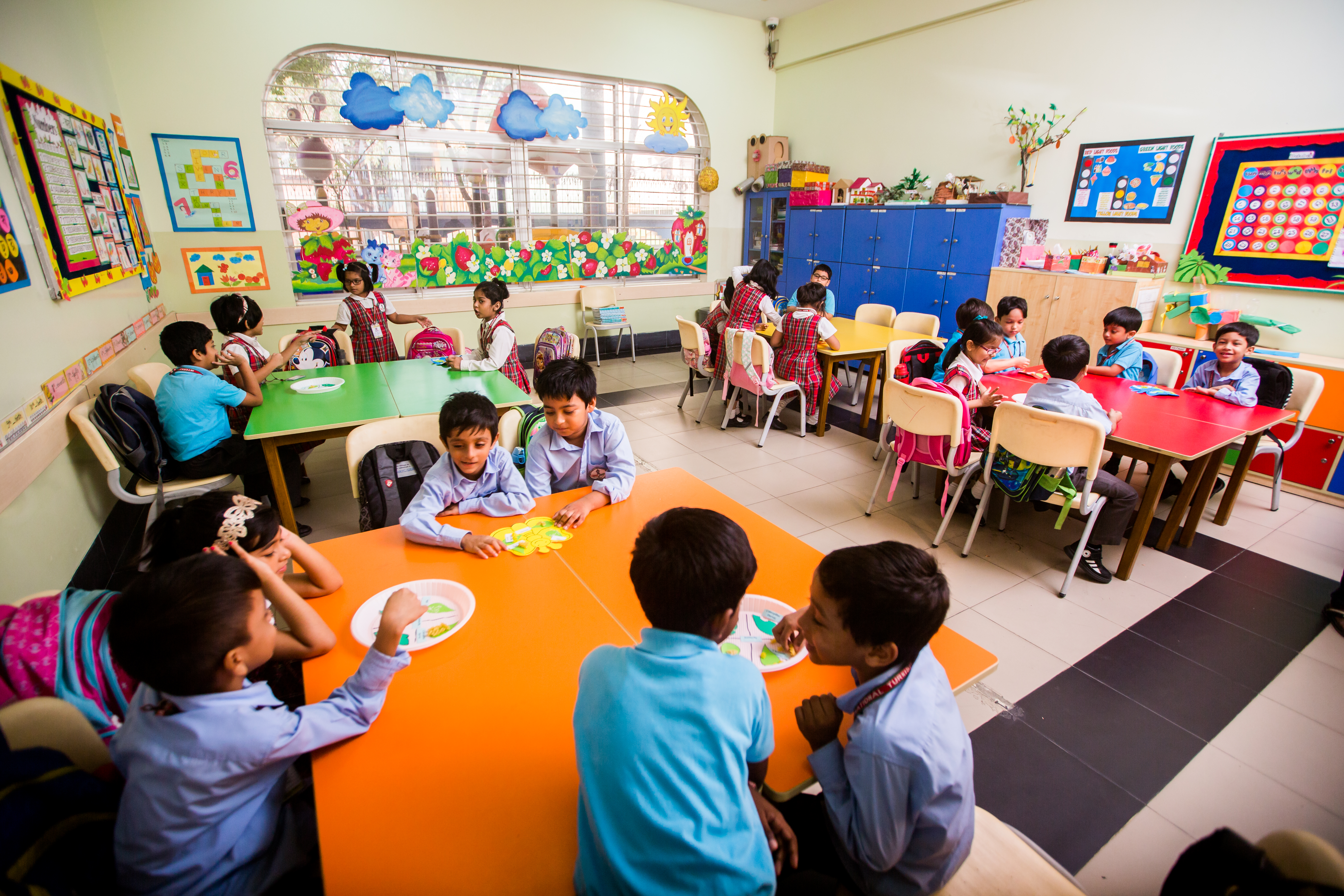
Sală de clasă a „International Bangladesh Hope School” din Bangladesh

- indicatorul 4.1.1: „Ponderea copiilor și tinerilor (a) în clasele a 2-a/a 3-a, (b) la sfârșitul ciclului primar, (c) la sfârșitul gimnaziului secundar inferior, care ating cel puțin un nivel minim de competență în (i) scris/citit și (ii) calcule simple, după sex"[4],
- indicatorul 4.1.2: „Rata de absolvire (învățământ primar, învățământ secundar inferior, învățământ secundar superior)”[14].

Ratele de non-competență rămân îngrijorător de ridicate, în ciuda creșterii constante a numărului de înscrieri de-a lungul anilor. În 2015, în Africa subsahariană, 88% (202 milioane) dintre copiii de vârstă școlară primară și gimnazială nu erau competenți la citire, iar 84% (193 milioane) nu erau competenți la matematică:30. Pandemia COVID-19 a dus la închiderea școlilor în întreaga lume, ceea ce a agravat aceste inegalități:34.
Importanța acestei ținte a ODD 4 constă în formarea strategică a caracterului și nivelului academic ale cursantului pentru o lume mai bună.

### Ținta 4.2: Acces egal la educație preșcolară de calitate

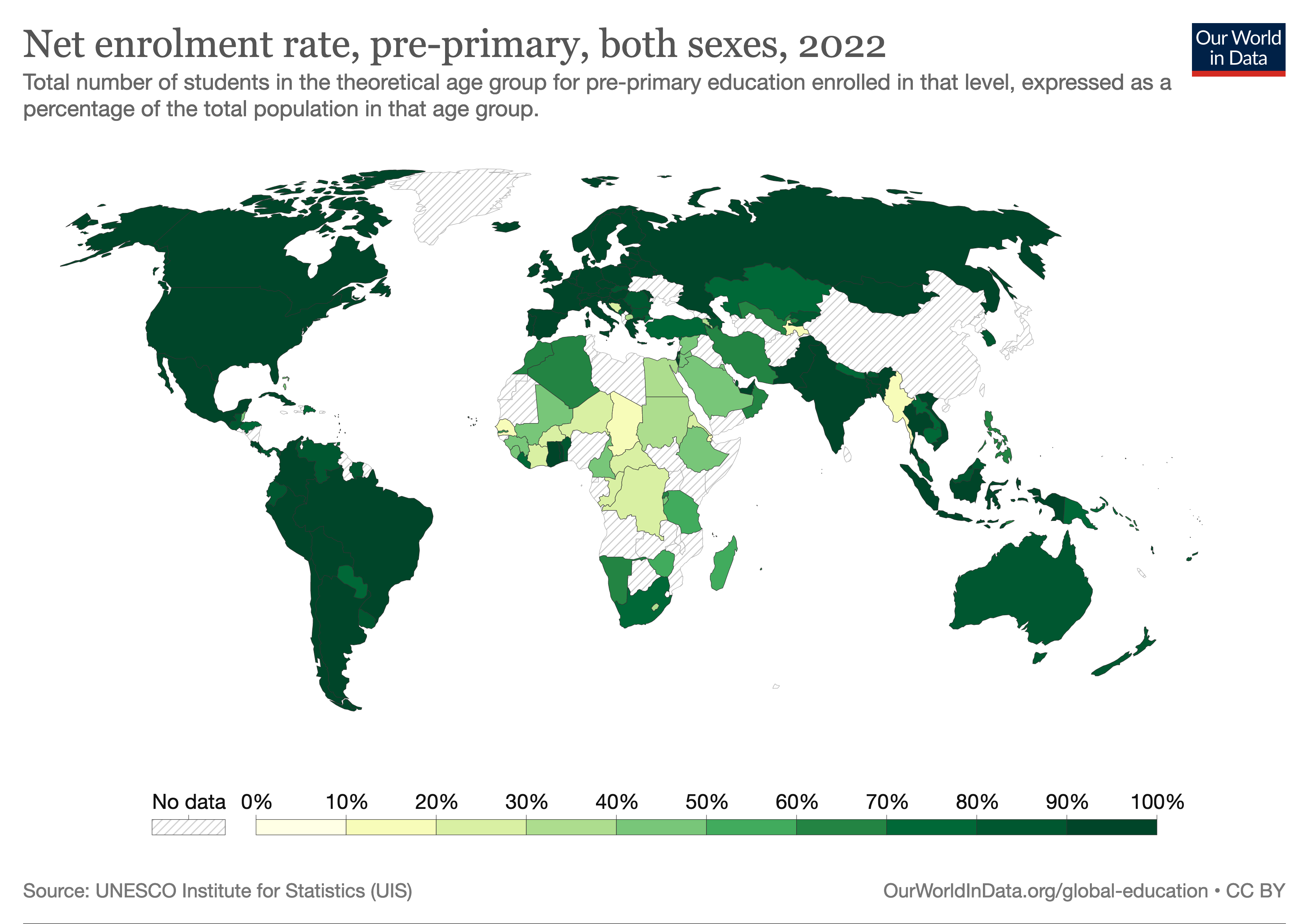
Harta lumii pentru indicatorul 4.2.2: Numărul total de copii de vârstă preșcolară înscriși la acest nivel, exprimat ca procent din populația totală din grupa de vârstă respectivă, 2015

Textul integral al Țintei 4.2 este: „Până în 2030, toate fetele și toți băieții vor avea acces la dezvoltare, îngrijire și învățământ preșcolar de calitate, astfel încât să fie pregătiți pentru învățământul primar".
Ținta 4.2 are doi indicatori:
- indicatorul 4.2.1: „Ponderea copiilor cu vârsta cuprinsă între 24 și 59 de luni care sunt pe cale de dezvoltare în ceea ce privește sănătatea, educația și bunăstarea psihosocială, după sex”,
- indicatorul 4.2.2: „Rata de participare la educația timpurie organizată (cu un an înainte de vârsta școlară oficială), după sex”.

La nivel global, rata de participare la educația timpurie a fost de 69% în 2017, față de 63% în 2010. Cu toate acestea, s-au constatat diferențe considerabile în rândul țărilor cel mai puțin dezvoltate, cu rate variind de la 7% la aproape 100%. Africa Subsahariană se confruntă cu cele mai mari provocări în furnizarea de resurse școlare de bază:30.
Oricât de mult se pune accent pe dezechilibrele dintre țările comparate, aspectul crucial chiar și în educație al ODD 5 - Egalitatea de gen nu trebuie trecut cu vederea.
În 2020 s-a propus ca indicatorul 4.2.1 să fie eliminat: „se propune ștergerea porțiunii din indicatorul care măsoară progresul pentru copiii între 0-23 de luni, care este în prezent nivelul III”.

### Ținta 4.3: Acces egal la învățământul tehnic, vocațional și superior la prețuri accesibile

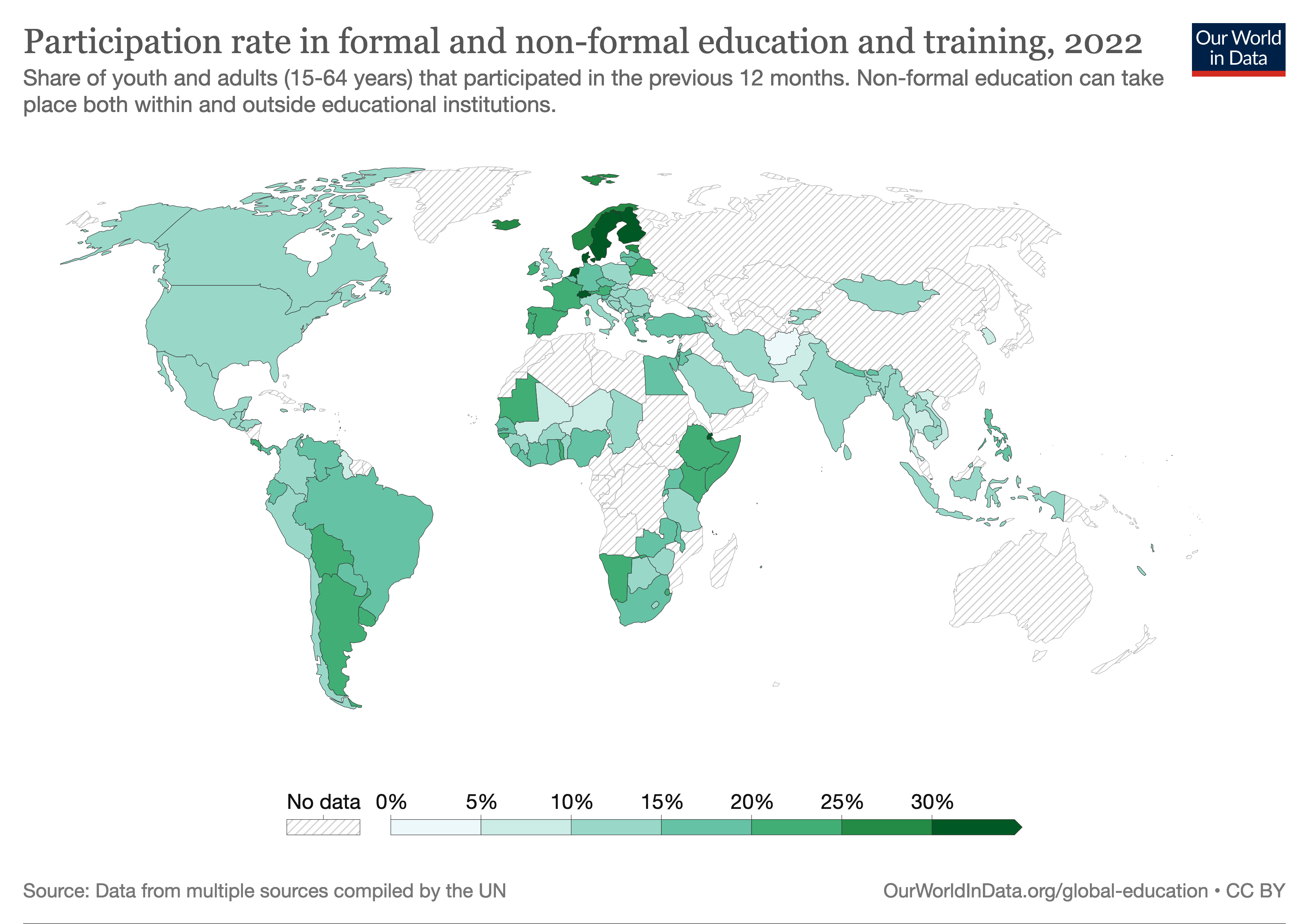
Harta globală pentru indicatorul 4.3.1: Rata de participare la educația și formarea formală și non-formală

Textul integral al Țintei 4.3 este: „Până în 2030, asigurarea accesului egal pentru toate femeile și toți bărbații la învățământul tehnic, vocațional și superior, inclusiv universitar, la prețuri accesibile și de calitate".
Această țintă are un singur indicator: indicatorul 4.3.1 reprezintă „Rata de participare a tinerilor și adulților la educația și formarea formală și non-formală în ultimele 12 luni, după sex”.
În ceea ce privește progresul înregistrat, participarea globală la învățământul terțiar a atins 224 de milioane în 2018, echivalentul unui raport brut de înscriere de 38%. Africa de Nord și Asia de Vest sunt printre regiunile cu cea mai rapidă expansiune a participării la învățământul terțiar din 2013.
Studiile au arătat că investițiile în educație stimulează un curent general pozitiv pentru copii de a studia. În plus, învățarea asistată de calculator a avut un efect mai important în comparație cu materialele didactice noi.

### Ținta 4.4: Creșterea numărului de persoane cu abilități relevante pentru succesul financiar
Textul integral al Țintei 4.4 este: „Până în 2030, creșterea substanțială a numărului de tineri și adulți care dețin competențe relevante, inclusiv competențe tehnice sau vocaționale, pentru angajare, loc de muncă decent sau antreprenoriat”.
Această țintă are un singur indicator: indicatorul 4.4.1 reprezintă „Ponderea tinerilor și adulților cu abilități digitale, după tipul de competență”.

### Ținta 4.5: Eliminarea tuturor discriminărilor în educație

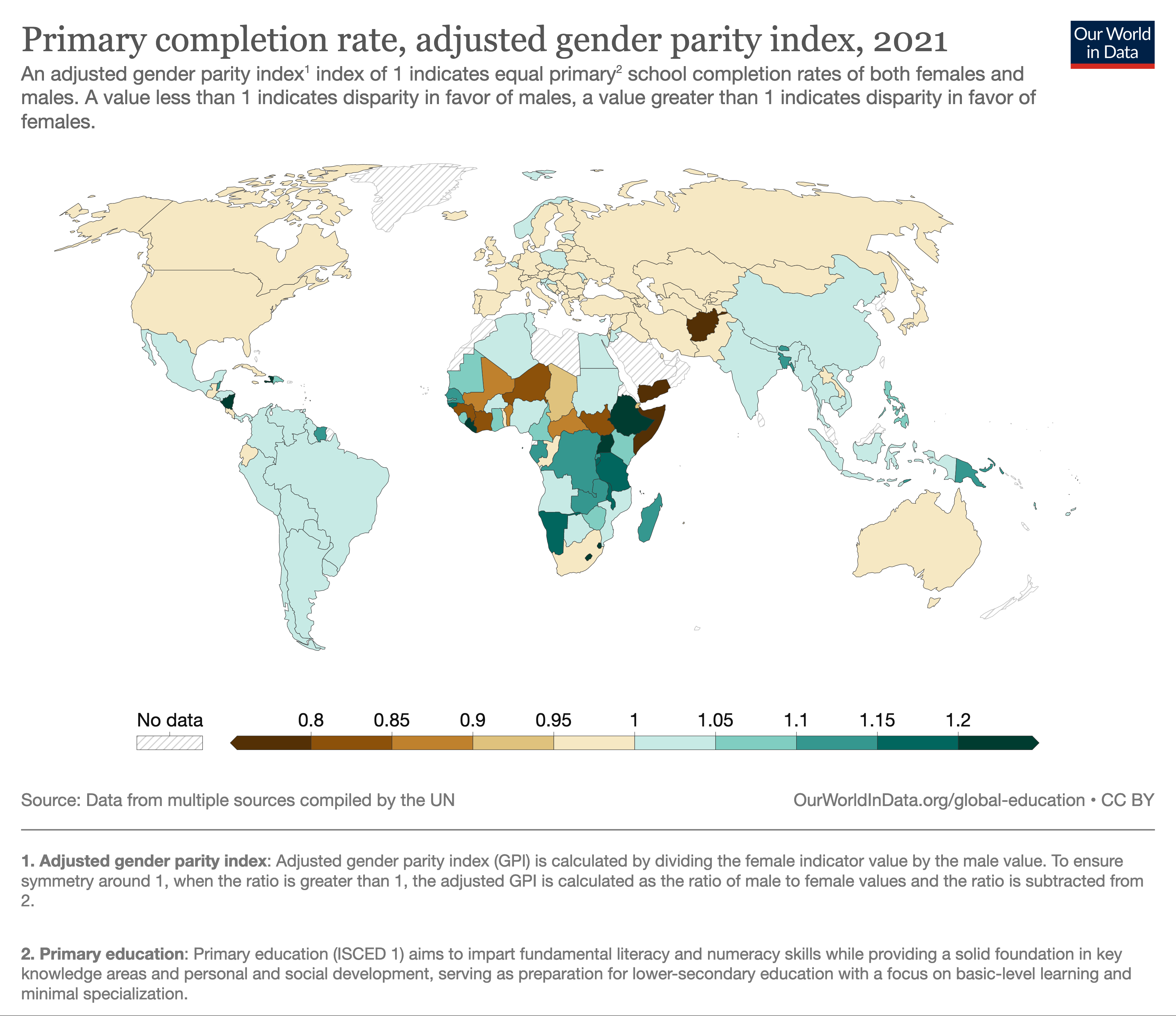
Harta lumii pentru indicatorul 4.5.1: Indicele de paritate în funcție de gen în privința ratei de absolvire a învățământului primar

Textul integral al Țintei 4.5 este: „Până în 2030, eliminarea inegalității de gen în educație și asigurarea accesului egal la toate nivelurile de educație și formare profesională pentru persoanele vulnerabile, inclusiv persoane cu dizabilități, populație indigenă și copii aflați în situații vulnerabile".
Această țintă are un singur indicator: indicatorul 4.5.1 reprezintă „Indici de paritate (femei/bărbați, rural/urban, raportul chintilelor bogăției inferioară/superioară și altele, cum ar fi statutul de dizabilități, populație indigenă sau afectată de conflicte, pe măsură ce datele devin disponibile) pentru toți indicatorii de educație".
În 2016, două treimi din 750 de milioane de adulți erau femei analfabete. Ratele de alfabetizare a adulților sunt cele mai scăzute în Africa subsahariană și Asia de Sud. Numai Asia de Sud găzduiește aproape jumătate (49%) din populația globală care este analfabetă. Pentru acele regiuni sau țări, atingerea obiectivului până în 2030 poate constitui o provocare, deoarece inegalitatea veniturilor și inegalitatea de gen sunt observate mai des la nivelurile superioare de învățământ.
În timp ce numărul studenților cu dizabilități crește în instituțiile de învățământ superior, aceștia se confruntă zilnic cu probleme, iar multe instituții nu sunt încă pregătite să-i sprijine.

### Ținta 4.6: Dobândirea de abilități de bază de scriere/citire (alfabetizare) și socotit de către toți

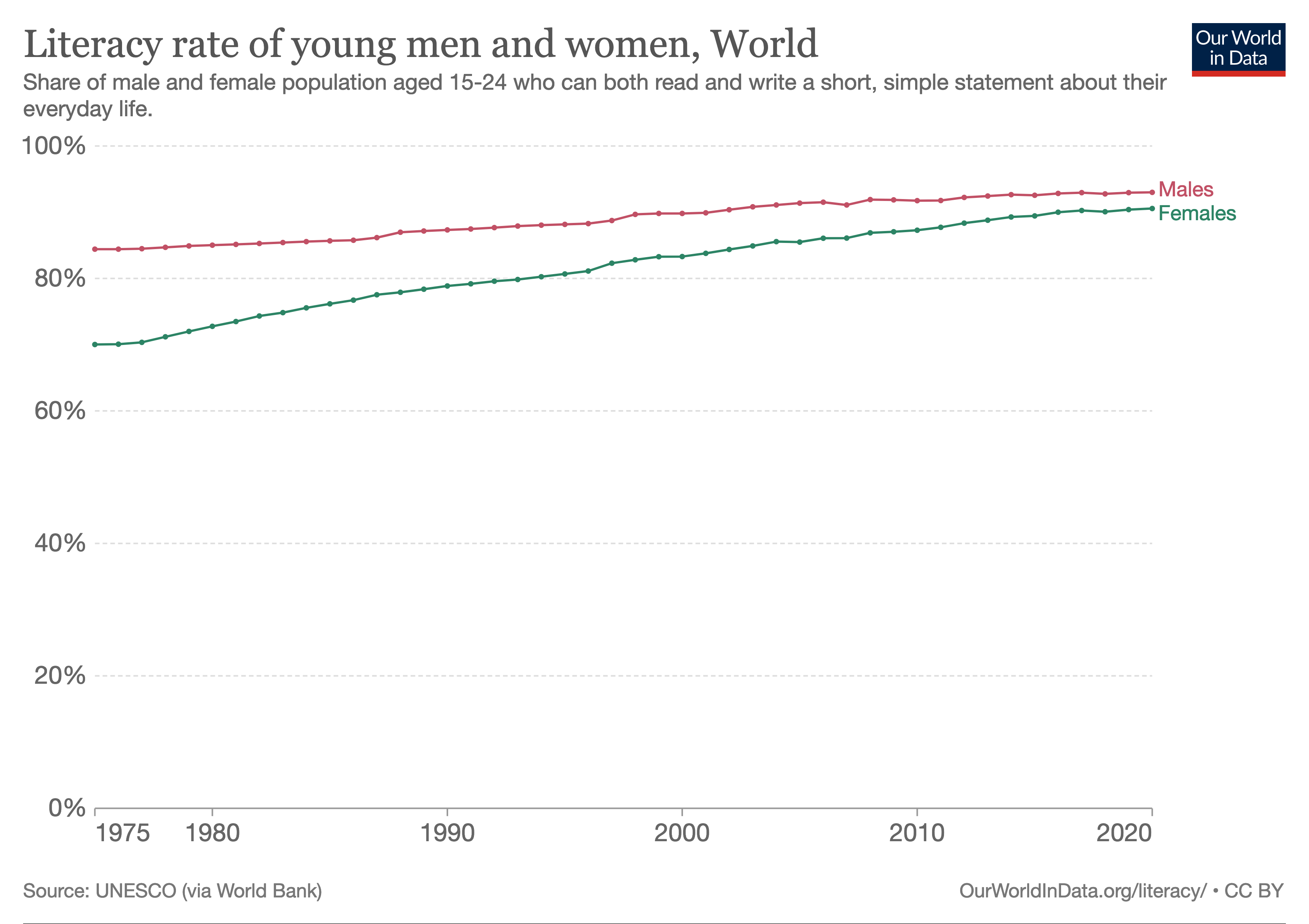
Graficul global pentru indicatorul 4.6.1a: Ponderea tinerilor cu vârsta de 15 ani și peste care pot să citească și să scrie o declarație scurtă și simplă despre viața lor de zi cu zi

Textul integral al Țintei 4.6 este: „Până în 2030, asigurarea că toți tinerii și o proporție substanțială de adulți, atât bărbați, cât și femei, dețin competențe de citire/scriere și socotit”.
Această țintă are un singur indicator: indicatorul 4.6.1 reprezintă „Ponderea populației dintr-o anumită grupă de vârstă care atinge cel puțin un nivel minim de competență în (a) alfabetizare funcțională (citire/scriere) și (b) calcul simplu (socotit), după sex”.
Recensămintele populației și anchetele în gospodării vor identifica datele privind gradul de alfabetizare, prin intermediul unor chestionare care vor cuprinde propoziții simple folosite în viața de zi cu zi. Aceasta este una dintre metodele de colectare a datelor actuale privind nivelul de alfabetizare, pentru a atinge țintele stabilite de ODD. „În ciuda creșterii constante a ratei de alfabetizare în ultimii 50 de ani, există încă 773 de milioane de adulți analfabeți în întreaga lume, dintre care majoritatea sunt femei”.
Pentru a facilita extinderea programelor de educație de bază concepute cuprinzător, este necesară furnizarea unei varietăți de metode de educație și stabilirea standardelor pentru progresia treptată în funcție de abilități. Pentru extinderea programelor de educație este necesară o colectare mai precisă a informațiilor. Pentru a colecta aceste informații, „Alianța globală pentru monitorizarea educației” (Global Alliance to Monitor Learning) dezvoltă instrumentele necesare pentru metodologie și standardizare.

### Ținta 4.7: Educație pentru dezvoltare durabilă și cetățenie globală
Textul integral al Țintei 4.7 este: „Până în 2030, asigurarea că toți cursanții dobândesc cunoștințele și abilitățile necesare pentru a promova dezvoltarea durabilă, inclusiv, printre altele, prin educația pentru dezvoltare durabilă și stiluri de viață durabile, drepturile omului, egalitatea de gen, promovarea unei culturi a păcii și a non-violenței, cetățenia globală, aprecierea diversității culturale și a contribuției culturii la dezvoltarea durabilă”.
Acest obiectiv are un singur indicator: indicatorul 4.7.1 reprezintă „Măsura în care (i) educația pentru cetățenia globală și (ii) educația pentru dezvoltarea durabilă, inclusiv egalitatea de gen și drepturile omului, sunt integrate la toate nivelurile în (a) politicile educaționale naționale, (b) programă, (c) formarea profesorilor, (d) evaluarea elevilor".
În prezent nu există date disponibile pentru acest indicator.
Rețeaua de Soluții pentru Dezvoltare Durabilă (Sustainable Development Solutions Network - SDSN) a propus un set de indicatori globali de monitorizare a ODD 4.7 (SDG Global Monitoring Indicators), pentru a calcula procentul de fete și băieți care dobândesc competențe în alfabetizare și matematică, până la sfârșitul ciclului de învățământ secundar inferior, pe baza reperelor naționale. Acest indicator poate fi utilizat pentru a face comparații între țări și pentru a evidenția îmbunătățirile față de anii precedenți.
Educația joacă un rol important în îmbunătățirea capitalului uman al forței de muncă și „este considerată un factor determinant important al creșterii economice durabile”.
În timp ce organizațiile din întreaga lume depun eforturi pentru a atinge acest obiectiv, unii critici sugerează că Deceniul ONU al Educației pentru Dezvoltare Durabilă ar putea părea prea idealist. Unii cercetători au subliniat, de asemenea, că, deși instituțiile de învățământ superior se străduiesc să asigure o dezvoltare durabilă, ele sunt încă în stadiu incipient.

### Ținta 4.a: Construirea și modernizarea școlilor incluzive și sigure

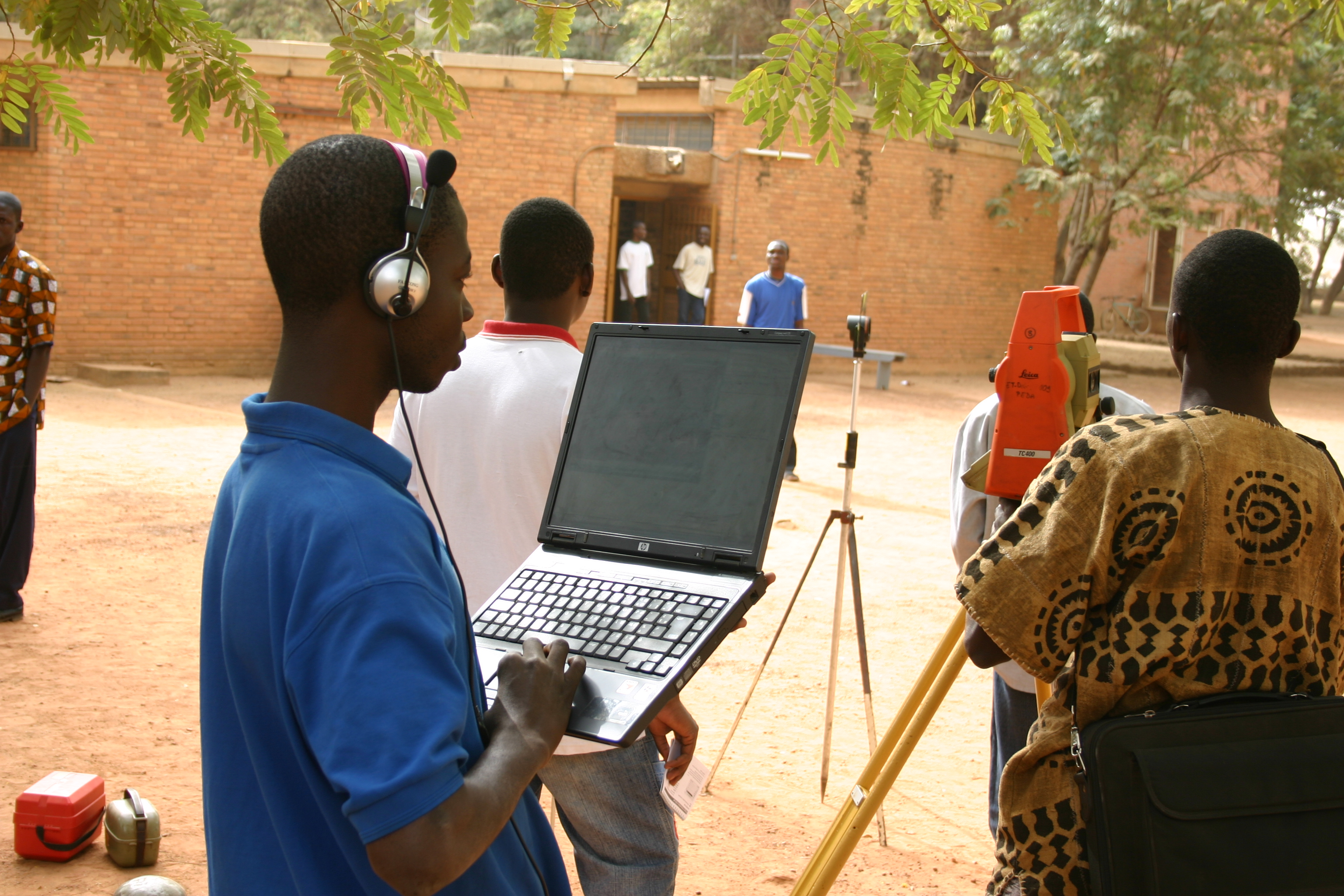
Studenți care folosesc tehnologii moderne în timpul unei aplicații practice

Titlul integral pentru Ținta 4.a este: „Construirea sau îmbunătățirea facilităților educaționale care să țină cont de copii, persoane cu dizabilități și diferența de gen și asigurarea unor medii educaționale sigure, non-violente, incluzive și eficiente pentru toți”.
Acest obiectiv are un singur indicator: indicatorul 4.a.1 reprezintă „Ponderea școlilor care oferă servicii de bază, după tipul de serviciu".

### Ținta 4.b: Extinderea burselor de studii superioare pentru țările în curs de dezvoltare

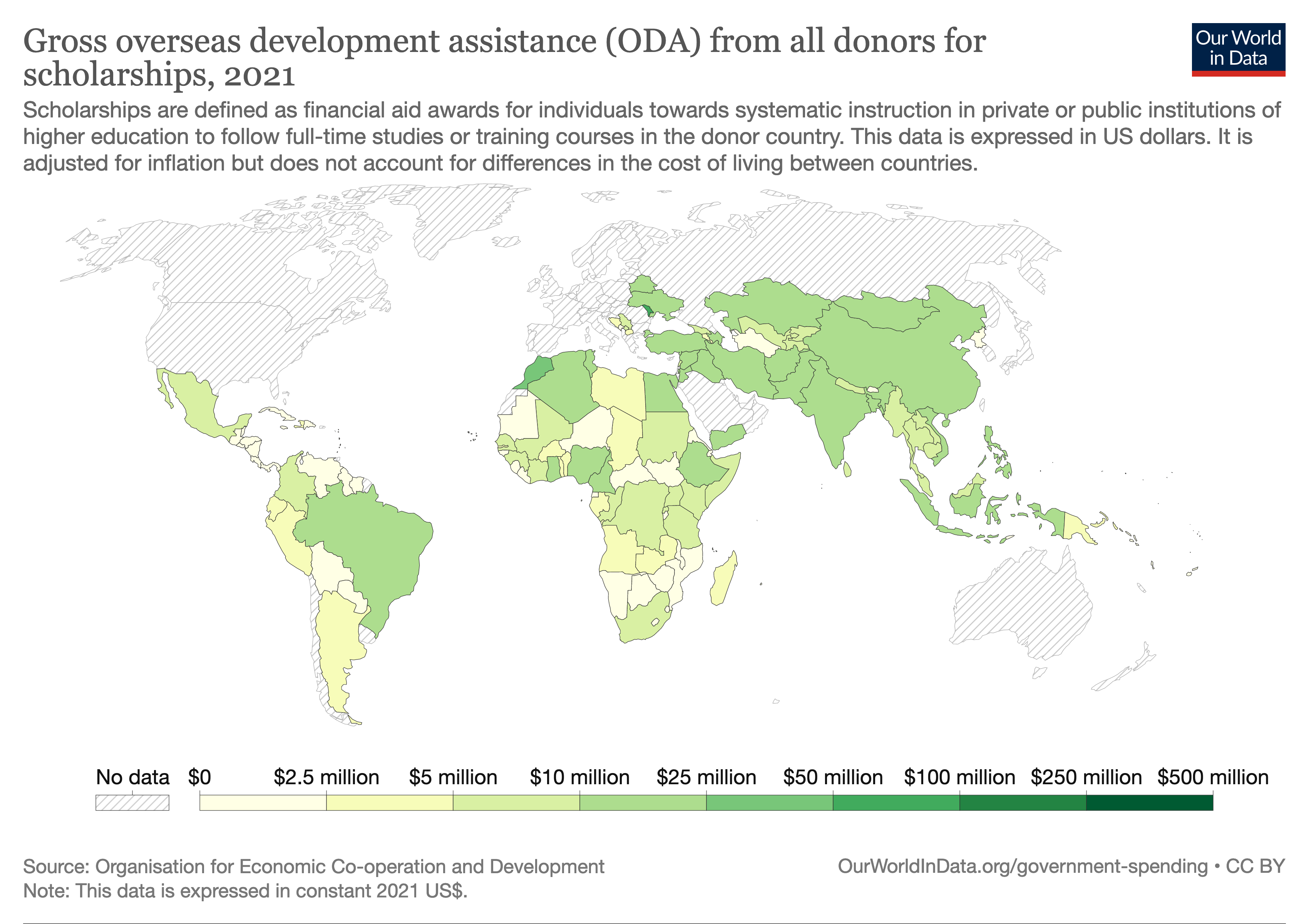
Harta lumii pentru ținta 4.b: Plăți brute din totalul Asistenței Oficiale pentru Dezvoltare pentru burse de studii

Textul integral al Țintei 4.b este: „Până în 2020, extinderea substanțială, la nivel global, a numărului burselor de studii disponibile pentru țările în curs de dezvoltare, în special țările cel mai puțin dezvoltate, statele insulare mici în curs de dezvoltare și țările africane, pentru înscrierea în învățământul superior, inclusiv formarea profesională și vocațională, tehnologia informației și comunicațiilor, programe tehnice, de inginerie și științifice, din țările dezvoltate și alte țări în curs de dezvoltare”.
Această țintă are un singur indicator: indicatorul 4.b.1 reprezintă „Volumul fluxurilor de Asistență Oficială pentru Dezvoltare pentru burse de studii, după sector și tipul de studiu”:8.
În 2018, valoarea totală a Asistenței Oficiale pentru Dezvoltare (AOD) pentru burse de studii a fost de 1,6 miliarde USD.

### Ținta 4.c: Creșterea numărului profesorilor calificați în țările în curs de dezvoltare
Textul integral al Țintei 3.a este: „Până în 2030, creșterea substanțială a numărului profesorilor calificați, inclusiv prin cooperarea internațională pentru formarea cadrelor didactice în țările în curs de dezvoltare, în special în țările cel mai puțin dezvoltate și statele insulare mici în curs de dezvoltare”.
Această țintă are un singur indicator: indicatorul 4.c.1 reprezintă „Ponderea cadrelor didactice cu calificările minime necesare, după nivelul de studii".
Africa Subsahariană a înregistrat cele mai mici procente de profesori pregătiți în învățământul preșcolar (48%), primar (64%) și secundar (50%) în 2017.

### Agenții custode
Agențiile custode au sarcina de a măsura progresul indicatorilor.
- pentru monitorizarea majorității indicatorilor: Institutul UNESCO pentru Statistică (UNESCO-UIS) (UNESCO Institute for Statistics - UNESCO-UIS)[30], Organizația Națiunilor Unite pentru Educație, Știință și Cultură (UNESCO),
- pentru indicatorul 4.4.1: Uniunea Internațională pentru Telecomunicații (UIT),
- pentru indicatorul 4.b.1: Organizația pentru Cooperare și Dezvoltare Economică (OCDE)[30],
- pentru indicatorul 4.7.1: Sectorul Educație al UNESCO, Divizia pentru Pace și Dezvoltare Durabilă, Secțiunea Educație pentru Dezvoltare Durabilă (UNESCO-ED/PSD/ESD)[31].

## Monitorizare și progres
Un raport anual este pregătit de către Secretarul General al Națiunilor Unite care evaluează progresul către Obiectivele de Dezvoltare Durabilă.
Înființat în 2002, „Raportul Global de Monitorizare a Educației” (Global Education Monitoring Report) este un raport independent din punct de vedere editorial, găzduit și publicat de UNESCO. Acesta monitorizează implementarea strategiilor naționale și internaționale pentru a ajuta toți partenerii relevanți să conștientizeze stadiul implementării angajamentelor, ca parte a procesului general de monitorizare și revizuire a ODD.
Progresul este dificil de urmărit, deoarece 75% dintre țări nu au prezentat date sau acestea sunt insuficiente pentru a urmări toate țintele ODD 4. Acest lucru face dificilă analiza și identificarea copiilor cu cel mai mare risc de a fi lăsați în urmă. Un studiu din 2019 a folosit simularea computerizată pentru a estima nivelul educațional al bărbaților și femeilor din 2000 până în 2017, cartografiind rezultatele pentru fiecare țară pentru a ajuta la identificarea zonelor rămase în urmă.
„Cursurile online cu liber acces” (Massive open online courses) reprezintă o formă de educație gratuită oferită prin platforme online. Filosofia inițială a prezentării acestor cursuri a fost de a deschide învățământul superior de calitate pentru un public mai larg. Ca atare, acestea constituie un instrument important pentru atingerea ODD 4 - Educație de calitate. În același timp, aceste cursuri online gratuite contribuie și la progresul ODD 5 - Egalitatea de gen, prin faptul că sunt neutre din punct de vedere al genului și pot oferi femeilor și fetelor un acces îmbunătățit la educație.

## Provocări

### Impactul pandemiei de COVID-19
Se estimează că cel puțin o treime dintre copiii din lume nu au avut acces la tehnologia de care aveau nevoie pentru a participa la educația la distanță în timpul pandemiei de COVID-19 și a închiderii școlilor pe scară largă care a rezultat. Pandemia a dus, de asemenea, la o creștere a inegalităților educaționale, cu o rată de absolvire a cursurilor de 79% pentru cei bogați și 34% pentru gospodăriile sărace
La fel ca pentru toate ODD-urile, atingerea ODD 4, în ceea ce privește accesul inclusiv și echitabil la educație, este probabil să fie ratată din cauza pandemiei COVID-19. Există o proiecție că peste 200 de milioane de copii vor rămâne în continuare fără educație până în 2030. COVID-19 a evidențiat importanța alfabetizării în domeniul sănătății și eșecul sistemului de a oferi șanse egale de educație pentru toată lumea. Educația de bază în domeniul sănătății poate fi descrisă ca fiind capacitatea unui individ de a lua decizii bazate pe sfatul furnizorului de servicii medicale. Sunt necesare acțiuni pentru a include alfabetizarea în domeniul sănătății în sistemele de curriculum educațional de bază pentru a stimula persoanele educate să încetinească răspândirea bolilor precum COVID-19.

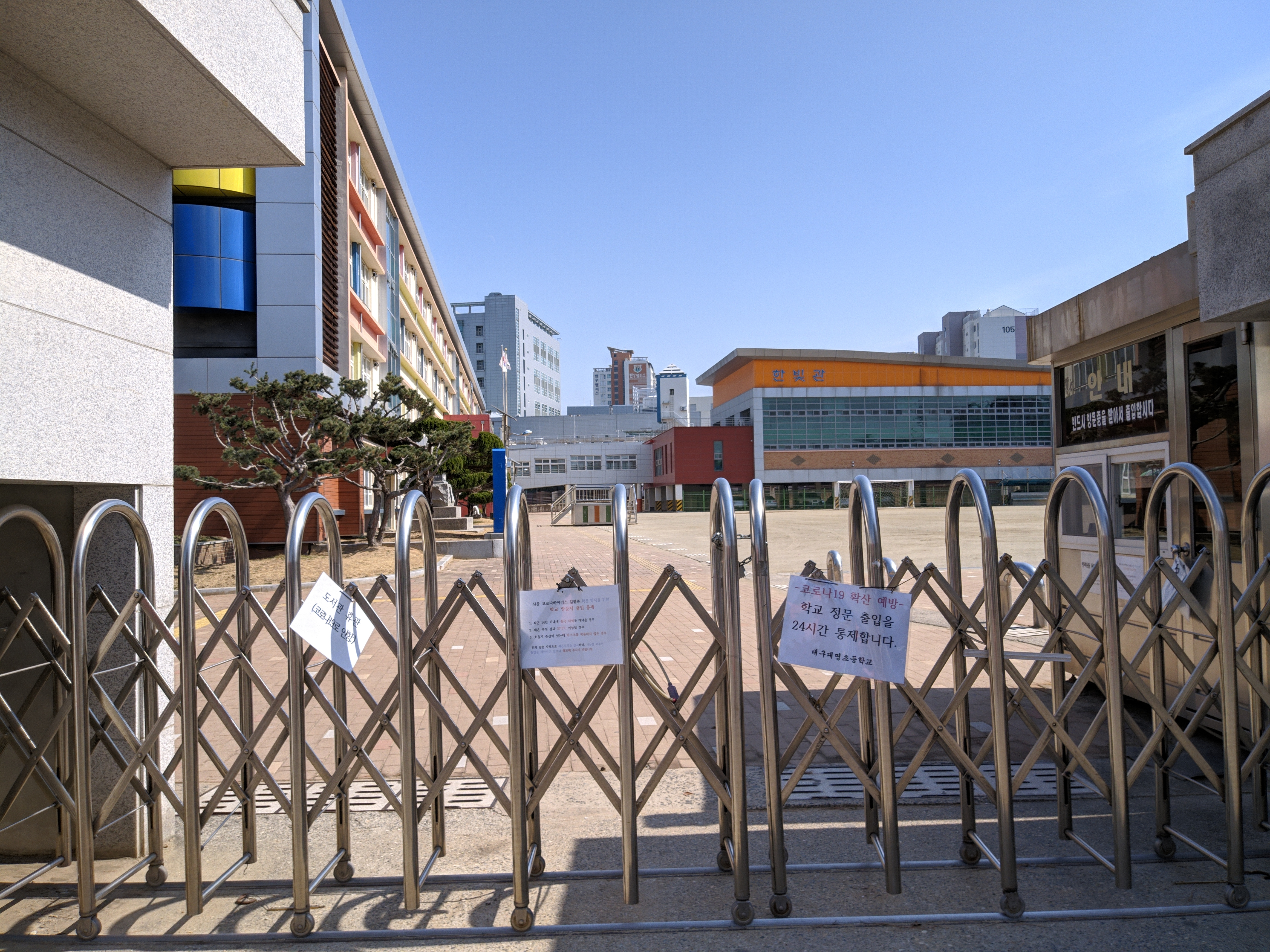
Școala elementară „Daegu Daemyeong” din Coreea de Sud, închisă în timpul epidemiei de COVID-19

După izbucnirea pandemiei, închiderea școlilor (inclusiv a universităților) începând din aprilie 2020 a afectat până la 91% dintre cursanții înscriși. Majoritatea copiilor din lume au fost privați de educație formală în timpul epidemiei de COVID-19 – o moștenire care ar putea amenința ambiția de bază a ODD-urilor de a nu lăsa pe nimeni în urmă.
Multe instituții de învățământ încearcă să mențină programe de educație la distanță (online). În țările OCDE, deși impactul COVID-19 a fost uriaș, există și posibilități de a genera noi tipuri de sisteme de învățământ. Cu toate acestea, echitatea rămâne o condiție importantă în ceea ce privește accesul la învățământul la distanță, deoarece mulți studenți din țările în curs de dezvoltare nu au nici acces la internet, nici un mediu de studiu adecvat pentru e-learning.
Pentru a stimula colaborarea internațională și a se asigura că educația nu se oprește niciodată, UNESCO a lansat în martie 2020 Coaliția Globală pentru Educație COVID-19, un parteneriat multisectorial între familia ONU, organizațiile societății civile, mass-media și partenerii IT pentru a proiecta și implementa soluții inovatoare.

## Legături cu alte ODD
Realizarea ODD 4 va ajuta la realizarea multor alte ODD: eradicarea sărăciei (ODD 1 - Fără sărăcie), realizarea egalității de gen (ODD 5 - Egalitatea de gen), asigurarea sănătății și bunăstării (ODD 3 - Sănătate și bunăstare), reducerea inegalităților între țări (ODD 10 - Reducerea inegalităților), promovarea creșterii economice susținute, incluzive și durabile și muncă decentă pentru toți (ODD 8 - Muncă decentă și creștere economică), construirea unei infrastructuri rezistente și încurajarea inovației (ODD 9 - Industrie, inovare și infrastructură), asigurarea accesului la informații și conștientizarea privind un consum durabil și un stil de producție în armonie cu natura (ODD 12 - Consum și producție responsabile), educație și conștientizare cu privire la luarea de măsuri urgente pentru combaterea schimbărilor climatice (ODD 13 - Acțiune climatică) și promovarea societăților pașnice și incluzive (ODD 16 - Pace, justiție și instituții puternice).

## Organizații și programe
Organizațiile care sunt implicate în asigurarea unei educații de calitate includ:
- Organizația Națiunilor Unite pentru Educație, Știință și Cultură (UNESCO)
- Fondul Internațional pentru Urgențe ale Copiilor al Națiunilor Unite (UNICEF)
- Global Partnership for Education
- United Nations Girls' Education Initiative
- Association for Childhood Education International
- Institutul UNESCO pentru Statistică (UNESCO-UIS) (UNESCO-UIS).
- United Nations Institute for Training and Research (UNITAR)
- Uniunea Internațională pentru Telecomunicații (UIT)